# 뽀롱뽀롱 뽀로로의 등장인물 목록
뽀롱뽀롱 뽀로로의 등장인물 목록을 서술하는 문서이다.

## 주연

### 뽀로로
- 성우: 이선(본편), 김현지('뽀로로 놀이교실'을 포함한 과거 스핀오프 일부)[내용주 1], 강은애(스핀오프)
  - 종: 펭귄

- - 소개: 이 작품의 주인공으로, 호기심이 많은 수컷 펭귄이다. 비행기 조종사용 모자와 고글을 쓰고 다닌다. (3기부터는 점프슈트와 헬멧으로 바뀌었으나 고글은 여전히 쓰고 있다.) 아기 공룡 크롱과 한 집에 같이 산다. 친구들과 다툴 때도 많지만[내용주 2] 순수하고 나름 이해심이 깊어 머지않아 다시 풀린다. 하늘을 날지 못해도 날고 싶어하는 마음을 갖고 있다.

별명으로 뽀통령이라고 불린다.

### 크롱
- 성우: 이미자[내용주 3], 김현지('뽀로로 놀이교실'을 포함한 과거 스핀오프 일부)
  - 종:  공룡[내용주 4]

- - 소개: 뽀로로가 계란프라이를 해먹으려고 가져온 알에서 깨어난 초록색 수컷 공룡. 제1기 1부인 <우리는 친구>에서부터 나온다. 뽀로로와 절친이며, 장난을 잘 치고 만날 사고를 날 때마다 뽀로로한테 혼나는 일이 많다. 뽀로로와 친구들 중 가장 어리다는 설정이 있어 말을 하지 못한다. 아직 옹알이 중이라는 의견도 있다. 우리말을 사용하는 다른 캐릭터와는 달리 '크롱~'이라는 자신만의 언어를 구사한다. 시간이 지나면서 서툴지만 조금은 말을 할 수 있는 모양이다. 크롱이 뽀로로의 이름을 부를때 '뽀요요'[내용주 5] 라고 발음 한다. (2기에선 5화 '공룡이 나타났어요', 14화 '패티는 대단해!', 17화 '크롱이 말을 했어요', 18화 '쉿! 비밀이야', 23화 '크롱의 장난감', 26화 '안녕, 물개야!', 35화 '아름다운 색깔나라', 45화 '뽀로로가 아파요', 52화 '위험해, 뽀로로' 등의 에피소드에서 다른 시즌보다 더 다양한 언어를 구사했다.)

### 포비
- 성우: 김환진(본편), 엄상현(스핀오프 '뽀로로의 일기', '뽀요뽀요 뉴스' 한정)[내용주 6], 이호산(뽀로로 놀이교실)
  - 종: 북극곰

- - 소개: 거대한 몸집을 가지고 있는 수컷 북극곰이다. 뽀롱뽀롱 숲의 맏형으로서 화를 잘 내지 않고 친구를 이해하고 먼저 생각하는 배려심 많은 어른스러운 성격이다. 포비의 특징은 큰 코에 웃음이 있는 모습이다. 제1기에서는 아무것도 걸치지 않은 모습인데 비해, 제2기에서는 청색 멜빵 면바지를 입고 나오는 모습이 나온다.[내용주 7] 제3기부터는 1화에선 녹색 옷과 황토색 바지를 입었으나, 8화에선 티셔츠와 청색 면바지를 입고 나온다. 느긋한 성격에 어른스럽고 물건 수리를 잘 한다.  해리랑 동거 하고 있다. 화도 잘 안내서 친구들한테는 형이나 오빠같은 존재이다. 첫 화인 '우리는 친구'에서 처음 등장했지만, 1기 엔딩, 그 다음 화인 '괜찮아 괜찮아'에서 이름이 공개되었다.

장편 애니메이션급 극장판인 뽀로로의 대모험에서는 마녀의 저주에 걸려 인형이 되어버려 활약이 없었으나 다행히 마녀가 저주를 풀어주어서 원래 모습으로 돌아온다. 마지막에는 자신과 닮은 인형을 하나 선물 받는다.

### 에디
- 성우: 함수정 (TV 시리즈 1기~, 극장판 1~4기, 극장판 8기), 김현지 (극장판 5~7기)[내용주 9], 김은아 (20주년 스페셜: 출동! 리나왕국 대작전)
  - 종: 여우

- - 소개: 영리한 수컷 페넥여우이다. 과학자가 꿈인 에디는 상상력과 창의력이 기발하여 여러 발명품을 만들어내는 재주가 있어서 뽀롱뽀롱 마을의 물건들은 거의다 에디가 만든다. 뽀로로, 크롱과 똑같은 개구쟁이이고 가끔 이상한 물건을 만들어서 친구들로부터 말썽을 일으키는 경우가 많다. 뽀로로와 자주 싸운다. 뽀로로와 악우, 라이벌 관계였지만 친구관계로 발전했다. 그가 만든 로봇들은 로디나 요리사 로봇 빼고 다 터졌다. 1~2기에는 아무것도 걸치지 않았으나  3기부터는 흰색 티셔츠에 청색 멜빵 면바지를 입고 있다.

### 루피
- 성우: 홍소영(본편), 김유림(잔망루피), 김현지('뽀로로 놀이교실'을 포함한 과거 스핀오프 일부)
  - 종: 비버

- - 소개: 부끄러움을 많이 타고 여성스러운 비버 소녀이다. 루피는 소심한 성격의 소유자로서 겁이 많아 쉽게 직접 울음을 터뜨린다.[내용주 10] 친구들에게 화를 내는 일도 매우 많다. 뽀로로와 크롱 때문에 화를 많이 내기도 한다. 친구들이 자신을 공주라 부르는 것을 좋아하는 공주병이지만 예쁜 외모에 상냥해서 친구들이 루피에게 많이 의지한다. 요리를 잘해서 친구들에게 음식을 대접하기도 한다. 요리도 잘하지만 그림도 잘 그린다. 하지만 운동은 못한다. '군침이 싹 도노'라는 밈으로도 알려졌으며, 잔망루피라는 유튜브 채널을 운영하고 있다.

### 패티
- 성우: 정미숙(본편), 김현지('뽀로로 놀이교실'을 포함한 과거 스핀오프 일부)
  - 종: 펭귄
  - 소개: 제2기부터 나오는 암컷 펭귄이다. 제2기 1부인 "새 친구가 생겼어요"에서부터 나온다. 뽀롱뽀롱 숲으로 이사 온 패티는 사교력이 있는 친구로, 순수하고 보이시하고 예쁜 외모를 가지고 있다. 여러 운동을 좋아하지만 요리는 서툴어서 노력을 많이 하고 있다. 요리를 루피한테 배운다. 뽀로로에게 관심이 있는 듯한 묘사도 있다. 명랑하지만 고집이 센 면도 있는데, 4기 "루피와 패티의 하룻밤"에서 패티가 루피네 집에 놀러가서 한 숨 자려고 했을 때 패티가 가방을 식탁 의자 아래에 두고 루피가 패티의 가방을 올려놓는다고 했는데 패티는 냅두라고 고집을 부리고 루피가 차를 대접하자 그만 실수로 패티의 가방에 걸려 패티가 읽고 있는 책이 젖어서 싸우고 만다. 둘이 잠을 잘 때도 루피가 움직이지 말라고 하고, 패티는 잠이 안 와서 윗층에서 공놀이를 하더니 루피가 당장 그만두라고 화를 내자, 분노한 패티는 결국 나가버린다. 눈보라가 세게 불더니 루피는 패티를 걱정하고, 결국 패티를 도와준다. 도와준 뒤에 둘은 다시 사이가 좋아지고 웃음을 되찾는다.

### 해리
- 성우: 김서영, 조현정 (극장판 1기 한정), 김현지('뽀로로 놀이교실'을 포함한 과거 스핀오프 일부)
  - 종: 벌새[내용주 11]

- - 소개: 제2기 7화 <내 이름은 해리> 에서부터 등장하는 암컷 벌새이다. 음치지만 노래를 부르는 것을 좋아하여 한번 노래를 시작하면 끝없이 불러서 주변 친구들이 피곤하게 느끼기도 한다. 또한 조급한 성격의 소유자여서 다른 친구들과 싸움을 일으키지만, 바로 금방 화해한다. 포비랑 동거 하고 있다.

### 로디
- 성우: 이미자[내용주 12](3~7기), 김은아(8기)
  - 종: 로봇

- - 소개: 제3기 3화 <로디의 탄생>부터 나오는 에디가 만든 로봇이다. 에디의 조수 역할이며, 로봇이기 때문에 나이와 성별은 없고 사람처럼 활동하지만 음식을 먹거나 물에 들어가면 고장난다. 음식은 못 먹지만 말은 하는데 입은 움직이지 않는다. 팔이 쭉쭉 늘어나는 것이 특징이고 친구들을 많이 구해준다.(초창기에는 물에 들어가자마자 바로 고장났지만 5기 때부터는 조금 버틸 수 있다. 그래도 금방 고장 난다.)

27화부터 등장하는 단역 토토처럼 동명이인이 따로 존재한다. 해당 작품과 같은 방송사에서 만든 타 작품에서 동명이인인 트럭 캐릭터가 등장한다.

### 통통이
- 성우: 구자형[내용주 13], 엄상현('내 손안의 뽀로로' 스핀오프 한정)
  - 종: 드래곤

- - 소개: 제3기부터 나오는 수컷 마법사 드래곤이다. 마법을 잘 부리고[내용주 14] 변신할 수도 있다.[내용주 15] 그러나 매번 실수한다. 제3기 6부(총합 110화)인 "마법의 사과"에서 처음으로 등장한다. 착지할 때는 거의 항상 불안정하다.

## 나레이션
- 성우: 구자형
  - 소개: 이 작품의 나레이션으로, 작중 인물들의 행동을 해설해준다. 1기 1화부터 해설자 역할을 해 왔지만, 시간이 흐를수록, 인물들에게 말을 걸기도 한다.[내용주 16] 극장판에선 등장하지 않는다.

## 조연
- 제이
- 성우: 이소영
  - 종: 바다거북
  - 소개: 제7기 14화 때 첫 등장했다. 워터보드를 타고 다니지만 수영할때도 있다. 활발하고 붙임성이 좋다.
- 에디의 로봇들(제1기~제3기, 제7기): 에디가 여러종류의 로봇들(에디 1호, 에디 2호, 에디 로봇,[내용주 17] 요리사 로봇, 공룡 로봇)을 만들지만 대부분 고장나 터져 버린다. 시즌 3에서는 에디는 로디를 만들어내서 그것으로 대체되며 비중이 서서히 줄어들었지만 7기에서 에디 3호가 등장한다.
  - 에디 1호/깡통 1호 : 본편 1기 '에디는 발명가[내용주 18]' 편에서 에디가 만든 로봇이다. 놀이터에서 포비, 루피, 뽀로로, 크롱이 먹던 샌드위치를 모두 뺏어먹고 고장나 폭발했다.
  - 에디 2호/깡통 2호 : 본편 1기 '에디는 발명가' 에서 에디가 두 번째로 만든 로봇이다. 그러나 이쪽마저 고장나서 계속 제멋대로 달렸다. 이후 수리되었는지 2기에선 오프닝과 2화 '모두 어디에 있을까', 46화 '도와주고 싶어'에서 등장하고[내용주 19], '뽀로로와 노래해요' 에선 1기 6화 '개구쟁이' 에서 크롱이 몰래 건들다가 또다시 고장이 났다!! 그러나 다시 수리했는지 '뽀로로와 노래해요' 2기에선 '그대로 멈춰라' 에서 나왔다. 극장판 '바이러스를 없애줘!'에서는 백신로봇으로 등장하였다.
  - 공룡 로봇 : 성우는 구자형. 2기의 '공룡이 나타났어요' 회차에서만 나오는 에디가 만든 검룡형 로봇으로 모티브는 스테고사우루스. 에디가 묘기를 부리다가 넘어져서 얘도 갑자기 날뛰기도 했다. 이후 뽀로로와 노래해요 2기 '파란나라' 회차에서도 등장했다.
  - 에디 로봇 : 성우는 구자형(본편 2기)/불명(뽀로로와 노래해요) : 2기에서 등장하는데 요리사 로봇과 상당히 닮은 로봇이다. 후에 로디가 이 캐릭터의 포지션을 이어받은 듯.[내용주 20]
  - 요리사 로봇[내용주 21] : 성우는 구자형. 2기에서 등장한다. 이름답게 요리를 잘하는데, 에디가 요리 수량을 제한/조절하는 기능을 잊어먹어서 뽀로로 일행에게 요리를 막무가내로 먹게 하려고 했다. 이 때문에 친구들은 요리사 로봇을 드래곤이 사는 동굴로 데려왔다. 다행히 덩치가 커서 많이 먹어야 하는 드래곤은 요리사 로봇을 마음에 들어해서 친구가 되었다. 그로부터 한동안 등장하지 않다가 7기 '발명왕 에디의 비밀' 회차에서 오랜만에 요정 역할로 등장했다.
  - 개구리 장난감 : 성우는 김서영. 개구리 로봇이며 3기부터 등장했다.
  - 악당 로봇 : 성우는 홍소영. 6기에서 딱 한 번만 등장했다.
  - 똑똑 주사위 : 성우는 홍소영. 7기 23화에서 에디가 만든 주사위인데, 인공지능이 내장되어있다.
  - 노래왕 로봇 : 성우는 남도형. 7기에서부터 등장하는 에디가 만든 노래방 기계 로봇으로, 노래 실력으로 점수를 평가한다.

- 상어

성우: 구자형(2기, 뽀로로와 노래해요), 김환진(3, 5, 6기), 엄상현(4, NEW 1, 7, 8기~), 전태열(뽀롱뽀롱 구출작전)
소개: 뽀롱 뽀롱 숲의 바닷속에서 살고있다. '뽀로로와 노래해요'에도 등장하였다. 한때는 악당이어서 뽀로로와 친구들을 괴롭히는 게 취미였다.(특히 뽀로로와 에디) 4기 5화에서는 우주로 날아간 이후로 '말썽꾸러기 크롱' 에서 등장한 이후 한동안 등장이 없었으나 5기 8화에서 재등장한다. 그 다음 6기부터 재등장하고 7기부터는 더 이상 주연들을 괴롭히지 않는다. 노래를 좋아한다.
- 뽀뽀, 삐삐(제3기, 제5기~ 7기(7기부터는 거의 미등장))
- 성우: (뽀뽀) 김서영, (삐삐) 함수정
  - 소개: 3기 1화(총합 105화) <뽀뽀와 삐삐> 에피소드에서 처음 나오는 등장인물. 손과 발이 없이 그냥 우주선 형태로 생긴 외계인이다. 3기에서 우주로 떠나 4기 이후로 미등장하였으나 5기 12화에서는 <싫증쟁이 크롱>에서 재등장한다. 근데 7기에서는 크롱의 상상속에서 등장한다. 그래서 7기 이후에는 등장한 확률이 높지 않다.

- 벽시계
- 성우: 김환진
  - 소개: 3기에서부터 등장하는 시계 캐릭터이다. 통통이네 벽시계이다. 자주 화도 내지만 알고 보면 좀 불쌍하기도 하다. 초창기에는 통통이의 파트너처럼 간간히 등장했지만, 현재도 시즌마다 꾸준히 등장함에도 불구하고 점점 등장 횟수가 줄어들고 있다.

- 여름섬 원숭이 삼인방

성우 : 홍소영, 이선, 김서영
소개: 여름섬의 원숭이들. 노래 부르는 것을 좋아한다. 그리고 고동색 원숭이도 있었지만 먼저 하차했다.

## 단역
- 드래곤(제1기~제2기): 성우는 김환진. 안개가 많은 산에 사는 녹색 드래곤이다.[내용주 23] 본편 1기부터 2기까지 등장했다. 1기에선 오프닝에서 에디 1호, 에디 2호, 자동차와 함께 뽀로로와 친구들을 쫓아오고, 1기 1화에서 뽀로로의 상상으로 등장하거나 14화에서 포비가 읽어주는 책 속에서 피리를 불어 나쁜 아이들을 잡아가는 괴물로 등장했다. 2기에선 '드래곤을 만났어요' 편에서 직접적으로 등장하기 시작했는데, 산을 올라가다 길을 잃어서 우연히 자기 집에 온 패티와 친구가 되어 패티를 좋아하게 되었다.[내용주 24][내용주 25] 현재는 제3기부터 통통이라는 등장인물이 나오면서 더 이상 등장하지 않는다. 다만 제작사에서 출간한 책에서는 가끔씩 등장하기도 했다.

- 외계인: 성우는 김서영. 2기에서 등장한 달에서 온 외계인이다. 3기에 등장하는 뽀뽀와 삐삐와는 별개의 캐릭터로 3기부터는  뽀뽀와 삐삐로 대체된 듯 하다.

- 알 수 없는 빛
- 성우: 홍소영
  - 소개: 2기의 '돼지가 된 뽀로로' 에서 나오는 정체 불명의 빛. 모티브는 피노키오의 푸른 머리 요정.

- 야옹이
- 성우: 홍소영
  - 소개: 3기에 나오는 인형 캐릭터이다. 통통이랑 같이 살다[내용주 26] 패티한테 간다. 4기부터는 등장하지 않는다. 패티를 좋아한다.

- 토토
- 성우: 이미자[내용주 27]
  - 소개: 3기에 나온 루피의 인형이다. 27화 '루피의 인형'편부터 에디와 크롱이 서로 갖고 싶다고 다투는 중 팔다리가 찢어진다. 31화에선 살아나면서 크롱과 썰매를 타거나 루피와 책을 타기도 한다.

공교롭게도 첫 극장판이나 같은 제작사 애니메이션인 꼬마버스 타요에서 동명이인 캐릭터가 등장한다.
- 뚜뚜(제4기~ 6기)
- 성우: 장은숙
  - 소개: 4기부터 등장하는 빨간색 자동차. 4기 최종화에서 통통이랑 같이 살게 된 이후 5기, 6기에서 아주 가끔씩 등장했지만, 7기 이후로는 등장하지 않는다.

- 예티 : 뽀롱뽀롱 마을 깊은 산속에 산다. 고릴라 같은 모습이며, 작중에는 괴물이라고 부른다. 성우는 구자형.

- 고래 : 바다에 산다. 작중 뽀로로와 친구들이 바다에서 길을 잃으면 등장하기도 한다. 성우는 구자형(1기, 뽀로로와 노래해요), 엄상현(4기).

- 나비의 숲의 나비들 : 성우 : 정선혜, 장은숙

- 꼬물이 : 성우는 장은숙. 통통이네 동굴 근처 숲에서 발견되고, 크롱이 키워주던 애벌레다. 나비가 된 후에는 뽀롱뽀롱 마을이 너무 추워서 그곳에서 지낼 수가 없었기에 통통이네 동굴 근처 숲에 크롱이 놓아준다.

- 물고기들 : 조연들 중 거의 모든 시즌에서 등장하는 쪽에 속하며, 일부 개체들은 뽀로로와 친구들을 자주 놀리거나 자신들의 적인 상어를 골려주기도 한다.[내용주 28]

- 산타: 성우 : 김환진(1기), 엄상현(4기), 구자형(NEW1) 오인성 (극장판 1기 뽀로로의 대모험)

- 털북숭이 괴물: 성우 : 정영웅

- 코끼리  : 여름섬에 서식하는 코끼리. 본편 6기의 '여름섬 대모험 2', 뽀로로와 노래해요 NEW 2기 '아름다운 세상' 에서 두 번 등장했다.

- 병균들 : 성우는 이선. 2기에서 딱 한번 등장했으며, 상어와 함께 본작에서 몇 안되는 악역이다.

- 응가 요정 : 성우는 장은숙. 4기 19화에서 변비에 걸린 크롱을 도와주었다.

- 천사, 악마 : 성우는 이선(6기 11화), 이미자(2기 42화).

- 삐뽀별인 삐뽀별에 사는 외계인들로 뽀뽀와 삐삐의 동족들이다.

- 발명가 : 뚜뚜를 만든 발명가이며 4기 1화에서 뚜뚜의 회상으로 등장한다. 성우는 엄상현.

- 별똥별 요정 : 5기 2화에서 등장한다. 성우는 홍소영.

- 뿔랄라 대왕 : 성우는 엄상현. 치로와 친구들의 조연인데, 3기의 회차 '로디의 꿈' 편에서 카메오로 출연했다. 로디가 다리를 길게 늘리자 기겁하며 도망친다. 이후 스핀오프인 '내 손안의 뽀로로' 에서도 등장하는데 이때도 같은 성우가 배정되었다.

- 타요 : 성우는 문남숙. 꼬마버스 타요의 주인공으로, 본편 8기 2화에서 카메오 출연했다.[내용주 29]

## 본편 미등장

### 극장판

#### 뽀로로의 대모험
- 카스타드 3세 국왕 : 성우는 안장혁. 쿠키캐슬의 국왕이다.
- 수플레 공주 : 성우는 함수정.[내용주 30] 쿠키캐슬의 공주이다. 뽀로로의 대모험 이후 본편 2기 24화 '백설공주 루피'에선 백설공주로 외형이 바뀌어 등장한다.
- 초콜레또 딜라 여스 백작 : 성우는 오인성. 초콜릿 모자를 쓰고 있는지, 불과 같은 것을 좋아하지 않는다고 한다. 그가 만든 초콜릿은 한 번 먹으면 얼어버리는 얼음 초콜릿이다. 크롱이 불을 뿜을 때는 뜨거워해 버둥대다가 또 다시 불을 맞았을 때는 시럽탱크에 빠졌다.
- 조클렛 : 성우는 안장혁. 초콜레또의 하인이지만 본성은 선하다. 그가 착용한 모자와 안경은 주인공 뽀로로의 모자, 안경과 유사한 모습이다.
- 겨울 마녀 : 성우는 박은숙. 초콜레또의 부하였다가 그가 배신하자 복수를 하겠다고 한다. 루피가 꽃모양 머리핀을 선물한 후 완전한 선역이 된다. 본편 2기 '백설공주 루피'에서는 루피의 상상으로 등장한다.
- 쿠키 후작 : 성우는 카스타드 국왕, 조클렛과 중복인 안장혁. 본편 2기 '백설공주 루피'에서 루피의 상상으로 등장한다. 외형이 왕자로 변경된 상태이다.
- 쿠키 캐슬 병사들 : 성우는 초콜레또 백작, 이 극장판의 산타와 중복인 오인성. 쿠키 가면을 쓰고 있다. 외형은 쿠키 캐슬의 주민인 진저브레드맨들과 마찬가지로 인외로 보인다.
- 캔디 공작 : 성우는 포비와 중복인 김환진.[내용주 31] 뽀로로와 친구들을 잡기 위해 쿠키캐슬을 불태워야 한다고 발언했으나 불을 싫어하는 초콜레또 백작에게 발을 밟히고 얼음 초콜릿을 취식당해 얼어 버린다.

#### 슈퍼썰매 대모험
- 토토 : 성우는 엄상현. 종족은 거북이다. 본편 3기에서의 곰인형인 토토와는 동명이인인 캐릭터다.
- 망고 : 성우는 유동균. 토토의 동료이다.
- 백호 : 성우는 구자형.[내용주 32] 라이벌인 푸푸를 싫어하는데, 반칙을 하기 때문이라고 한다.
- 푸푸 : 성우는 임채헌. 다른 팀들의 썰매를 밀치거나 박살내는 등의 반칙을 저지른다.
- 두두 : 성우는 이장우.
- 복면쥐들 : 성우는 최낙윤, 이재범. 푸푸의 부하들 2인조이다.
- 나오리 : 성우는 이장원. 해설위원이다.
- 너오리 : 성우는 전광주. 나오리와 같은 해설위원이다.
- 방가회장 : 성우는 최흘.

### 뽀로로TV, 뽀요TV, 유튜브 등장
- 앙앙이 : 성우는 불명. 뽀로로TV, VOD, 유튜브에서만 등장하는 인간 여자아이이며, 뽀로로, 크롱과 함께 나온다.
- 동동이 : 성우는 불명. 뽀로로TV, VOD, 유튜브에서만 등장하는 인간 남자아이이다. 앙앙이의 동생이다.
- 망고 : 성우는 불명. 앙앙이와 동동이의 반려동물이다.
- 앙곰이 : 성우는 불명. 앙앙이가 갖고 있는 곰인형으로 앙앙이의 비밀친구다.